# 119 км (зупинний пункт, Придніпровська залізниця, Кам'янський район)
119 кілометр — пасажирський залізничний зупинний пункт Дніпровської дирекції Придніпровської залізниці на електрифікованій лінії Верхівцеве — Запоріжжя-Кам'янське, за 2 км на схід від станції Верхівцеве. Розташована в межах міста Верхівцеве Кам'янського району Дніпропетровської області. За 300 метрів від платформи облаштований залізничний переїзд.

## Пасажирське сполучення
На Платформі 119 км зупиняються приміські електропоїзди сполученням:
- Дніпро — Верхівцеве:
- Дніпро — П'ятихатки / П'ятихатки-Стикова;
- Дніпро — Кривий Ріг.